# Fascurt

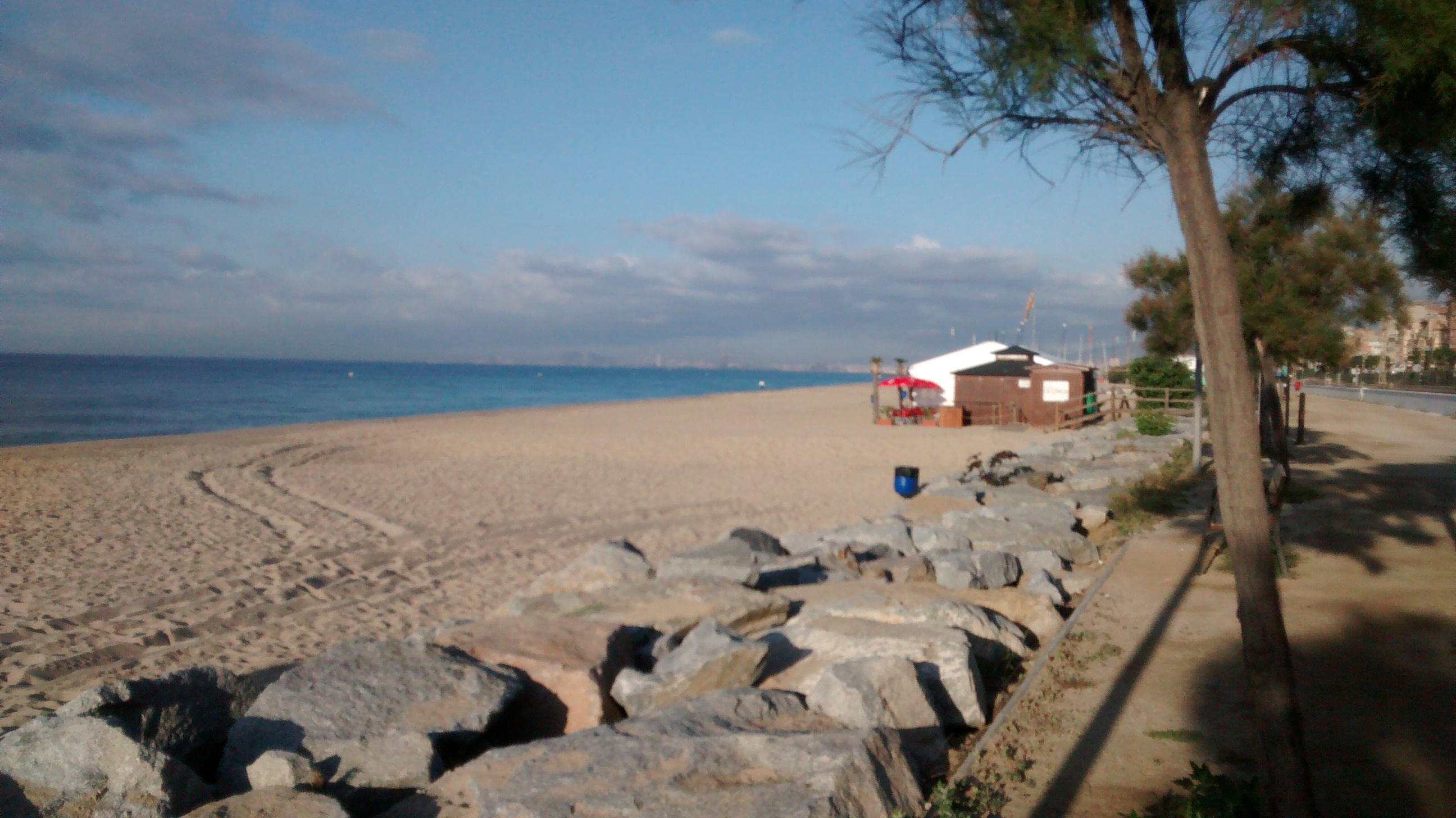
Platja d'Ocata, localització en la qual se celebra el festival.

Fascurt és el festival de curtmetratges del Masnou, que se celebra cada any a principis de juliol a la platja d'Ocata. El festival està organitzat per l'associació cultural sense ànim de lucre AKONGA, que pretén fomentar la creativitat en l'àmbit audiovisual, i compta amb el suport de l'Ajuntament del Masnou i de la Generalitat de Catalunya, així com d'altres entitats privades. Durant els tres dies que dura l'esdeveniment, a la platja s'hi projecta una selecció de diversos curts dels quals posteriorment se'n trien els guanyadors. A més, per cloure les sessions es realitzen activitats formatives, cicles especials i actuacions musicals.

## Història
El festival Fascurt va néixer l'any 2003 com una iniciativa presa per un grup d'amics que, amb el temps, ha anat creixent any rere any fins a convertir-se en un dels festivals de referència tant a la zona del Maresme com al panorama audiovisual català.
La primera edició d'aquest esdeveniment va tenir una durada de 4 dies durant els quals es van projectar un total de 74 curtmetratges a concurs. A partir de llavors, el volum de curts i de dies que ha durat el festival ha anat variant al llarg dels anys. L'any 2005, per exemple, Fascurt es va allargar durant 7 dies en els quals es van visualitzar 64 curtmetratges, i l'any següent, el 2008, va tenir lloc l'edició més llarga de totes, que va durar 8 dies.
El 2008 el festival va entrar a formar part de la CI&VI Festivals de Catalunya (Coordinadora de Festivals de Cinema i Vídeo de Catalunya), equiparant-lo d'aquesta manera al nivell d'altres festivals de reconegut prestigi en el territori català. A mesura que ha anat passant el temps, l'associació ha anat augmentant el seu àmbit d'acció i implicant-se en un ventall més ampli de projectes de caràcter molt divers. Actualment, Fascurt forma part de l'associació CFF (Catalunya Film Festivals), que recull diversos festivals i projectes relacionats amb els audiovisuals a nivell català.

## Premis
Els films presentats opten als següents premis:
- Millor curtmetratge de ficció: 1.500 €
- Millor curtmetratge Undercut: 700 €
- Millor curtmetratge d'animació: 800 €
- Premi del públic (al qual hi opten tots els curts seleccionats): 500 €